# 同志社大学フットサルクラブTREBOL
同志社大学フットサルクラブTREBOL（どうししゃだいがくフットサルクラブとれぼる）は、同志社大学の公認団体。創部は2002年。
入部に制限等はない一般的なサークルである。部訓は「不撓不屈」。2015-16シーズンの第11回全日本大学フットサル大会で創部初の大学日本一を果たした。京都府フットサルリーグ2部に所属している同志社フットサルクラブは、同志社大学フットサルクラブTREBOLの関係者のみが入団できる。

## 名称
創部当初のチーム名は同志社フットサルクラブだったが、2014年に同志社大学フットサルクラブTREBOLに改称した。TREBOLはスペイン語で「三つ葉」を意味し、同志社大学の徽章が由来である。

## 所属
- トップチーム
  - 関西フットサルリーグ1部(社会人リーグ）
  - 関西学生フットサルリーグ1部（学生リーグ）
- サテライトチーム
  - 京都府フットサルリーグ1部（社会人リーグ）
  - 関西学生フットサルリーグ2部（学生リーグ）

## 歴史

### 窪堀監督時代(2012-2015シーズン)
2012-13シーズン、クラブOBである窪堀 宏一が監督に就任。同シーズン、第8回全日本大学フットサル大会では、2007年以来となる決勝進出を果たすも、順天堂大学フットサル部に敗れ準優勝となった。また、京都府フットサルリーグ1部でも準優勝という結果に終わった。
2013-14シーズン、第90回全国高校サッカー選手権でベスト8入りを果たした西宮市立西宮高等学校から、前野 俊哉、指田 真宏、渋谷 大山が入団。京都府フットサルリーグ1部を制覇した。しかし、関西フットサルリーグ昇格をかけた関西チャレンジでは、フエルテ大阪に大敗を喫し昇格を勝ち取ることができなかった。
2014-15シーズンは開幕から1度も首位を明け渡すことなく、京都府フットサルリーグ1部で連覇を達成。しかし、関西チャレンジでは決定戦まで進出するも敗退となった。翌シーズンより、関西フットサルリーグ2部が新設されることとなり、同志社大学フットサルクラブTREBOLは関西フットサル連盟の推薦を得て関西フットサルリーグ2部に昇格した。
2015-16シーズン、TREBOLは第11回全日本大学フットサル大会で快進撃を見せた。2大会続けて関西大会で敗退し、全国大会に出場できなかったTREBOLは、ライバルである神戸大学フットサル部をグループリーグで、代表決定戦で大阪成蹊大学フットサル部を破り、関西大会制覇を果たした。全国大会では順当に決勝トーナメントまで勝ち上がると、準決勝で多摩大学を9-2で下し、決勝では広島大学と対戦し2-0で勝利。創部初の大学日本一を達成した。
初の地域リーグでの戦いとなった関西フットサルリーグ2部では、3戦1勝と出遅れたものの、続く7戦を6勝と勝ち星を重ね優勝を果たし、関西フットサルリーグ1部への昇格を果たした。
大学日本一、関西フットサルリーグ1部への昇格を置き土産に、2015-16シーズンをもって、窪堀宏一はTREBOLの監督を退任することとなった。

### 小山監督時代(2016シーズン-)
2016-17シーズン、クラブの創設者である小山 茂俊が監督に就任。初の関西フットサルリーグ1部では、7節を終わって1勝と大苦戦を強いられる。しかし、8節でメッセドリーム大阪に完勝。その後は持ち直し、シーズンを3勝1分け7敗の勝ち点10、最終順位を10位で初年度を締めくくった。入れ替え戦に回ることとなったが、関西フットサルリーグ2部のジプシーフットサルクラブに引き分け、関西フットサルリーグ1部に残留を果たした。
連覇を狙った第12回全日本大学フットサル大会では、関西大会で神戸大学フットサル部に完敗。ライバルに関西チャンピオンの座を譲ることとなった。
しかし、第22回全日本フットサル選手権では大躍進を遂げた。長らくfunfbein KYOTO、リンドバロッサ京都という2強体制が続いていたため、なかなか優勝することができなかったTREBOLであったが、準決勝でfunfbein KYOTOをPK戦の末下すと、決勝ではリンドバロッサ京都に5-4で勝利。創部以来初めて京都府代表の座を手にした。
関西大会でも快進撃は続いた。グループリーグで同組に入ったSWHフットサルクラブ（兵庫)には敗れたものの、セットスター和歌山（和歌山）、FC山長（大阪）に勝利したTREBOLは、得失点差でグループ1位通過を果たした。代表決定戦では、バディフットサルクラブ（奈良）と対戦。PK戦まで縺れる大接戦の末、TREBOLが勝利し、全国大会に駒を進めた。
全国大会では、バサジィ大分、広島F・DO、ディベルティード旭川と同組に。3戦3敗という結果に終わったが、Fリーグに所属するバサジィ大分に1点差まで迫るなど、粘りを見せた。
2017-18シーズン、近年トップチームを支えていた前野 俊哉、指田 真宏、渋谷 大山といった面々が卒業した事で大幅な戦力ダウンが見込まれたが、関西フットサルリーグ1部では5勝6敗の7位と健闘。第13回全日本大学フットサル大会では、関西大会優勝、本大会3位と結果を残した。第23回全日本フットサル選手権では、京都府大会2連覇を達成するも関西大会は敗退となり、2年連続での本大会出場とはならなかった。
2018-19シーズン、八木 紀洋が第16代主将に就任。大学日本一を経験した田中 昂介がスペイン留学から復帰、兵庫県選抜経験もある津田 真之介が入団し、大幅な戦力アップに成功した。
関西フットサルリーグ1部では、開幕戦こそ落としたものの8節まで負けなしと最高のスタートを飾り、7勝2分け2敗の3位と過去最高成績を残した。第14回全日本大学フットサル大会では、関西大会2連覇を飾り全国大会へ駒を進めるも、準決勝敗退の3位と2年続けて苦杯をなめ、第24回全日本フットサル選手権では、京都府大会3連覇を飾るも関西大会で敗退となった。
2019-20シーズン、関西フットサルリーグ1部では大苦戦を強いられた。開幕から6戦で1分5敗。単独最下位まで落ちる事態となったが、funfbein KYOTOを下すとそこから破竹の4連勝を飾り、5勝1分5敗とイーブンに戻した。（最終結果は8位）
第15回全日本大学フットサル大会は、関西大会で立命館大学に惜敗を喫し予選敗退となり、3年連続での全国大会進出とはならなかった。第25回全日本フットサル選手権では、史上最多タイに並ぶ京都府大会4連覇を達成。小山監督体制となってから今日に至るまで、ベスト8から登場とはいえ、京都府大会未だに負け知らずの12連勝中と驚異的な戦績を残している。関西大会ではびわこ成蹊スポーツ大学に1-6と大敗を喫し敗退した。

## 出身者
- 吉川智貴(名古屋オーシャンズ)
- 窪堀 宏一(栃木シティFC)
- 中村 歩(元フウガドールすみだ)
- 田辺 凌(FIRE FOX)
- 中川 貴尋(元funfbein KYOTO)
- 真部 祐丈(元FIRE FOX)
- 前野 俊哉(デウソン神戸)
- 穂木 雄輔(Blacka Brocco)
- 八木 紀洋(元funfbein KYOTO)